# 320 aC
El 320 aC va ser un any del Calendari romà prejulià. A la República i a l'Imperi Romà es coneixia com l'Any del consolat de Mugil·là i Filó (o també any 434 ab urbe condita o de la Fundació de Roma). La denominació «320 aC» per a aquest any s'ha emprat des de l'edat mitjana, quan el calendari Anno Domini va ser el mètode prevalent a Europa per a anomenar els anys.

## Esdeveniments

### Antiga Grècia. Els Diàdocs
- Després del Pacte de Triparadisos (321 aC) els diàdocs controlen les diverses parts de l'imperi d'Alexandre el Gran: Ptolemeu I Sòter Egipte i Líbia, Laomedó de Mitilene la Síria, Filoxen la Cilícia, Amfímac la Mesopotàmia i Arbelitis, Seleuc I Nicàtor Babilònia, Antígenes la Susiana, Peucestes de Mieza (ja era sàtrapa) Persis, Tlepòlem Carmània, Pitó Mèdia (fins a les portes Càspies), Filip la Pàrtia, Estasandre Aria i Drangiana, Estasànor la Bactriana, Sibirci la Aracòsia, Oxiartes Paropamísades (Gandhara), Pitó Índia del nord, Porus Índia del sud, Tàxiles la terra de l'Hidaspes, Nicànor la Capadòcia, Antígon Monoftalm Frígia, Licaònia, Pamfília, i Lícia, Asandre la Cària, Clit Lídia, Arrideu la Frígia Hel·lespòntica.[2]
- Èumenes de Càrdia perd una batalla al territori d'Orcínia contra Antígon Monoftalm, i s'ha de refugiar a la fortalesa de Nora.[3]
- Antígon Monoftalm, després de derrotar Èumenes, entra a Pisídia on derrota a Àlcetes (germà de Perdicas) i a Àtal (cunyat de Perdicas) els únics generals que encara s'oposaven a Antípatre.[4]
- Nicànor, general de Ptolemeu I, és enviat a Celesíria i Fenícia per sotmetre aquests territoris. Nicànor compleix el seu objectiu i fa presoner a Laomedó de Mitilene, el governador d'aquestes regions.[5]
- Eudem entra als territoris del rei indi Poros, i traïdorament el mata.[6]

### Antiga Roma
- Aquest any són elegits cònsols Luci Papiri Cursor Mugil·là i Quint Publili Filó.[7]
- Els dos cònsols, considerats els dos generals més grans del seu temps, són elegits per sobreposar-se a la gran derrota de l'any 321 aC en la batalla de les Forques Caudines. Van al Sàmnium, i assetgen Lucèria. Papiri Cursor es veu rodejat dins del seu campament fortificat per un exèrcit samnita que volia aixecar el setge, però rep l'oportuna ajuda del segon exèrcit romà dirigit per Filó que derrota els samnites.[8]
- Tit Veturi Calví i Espuri Postumi Albí, els cònsols de l'any anterior que havien perdut la batalla de les Forques Caudines, havien signat un tractat de pau humiliant per a Roma. El senat decideix que han de ser entregats als samnites i els cònsols i altres generals són enviats com a presoners al Sàmnium, però els samnites es neguen a acceptar-los.[9]

## Necrològiques
- Dinostrat, matemàtic i geòmetra grec, data aproximada, (n. 390 aC).[10]
- Zoilos d'Amfípolis, filòsof grec (n. 400 aC).[11]